# Cupcui
Cupcui è un comune della Moldavia situato nel distretto di Leova di 1.569 abitanti al censimento del 2004